# Euxoa occidentalis
Euxoa occidentalis là một loài bướm đêm trong họ Noctuidae.